# Amsterdamsche Duinwater-Maatschappij

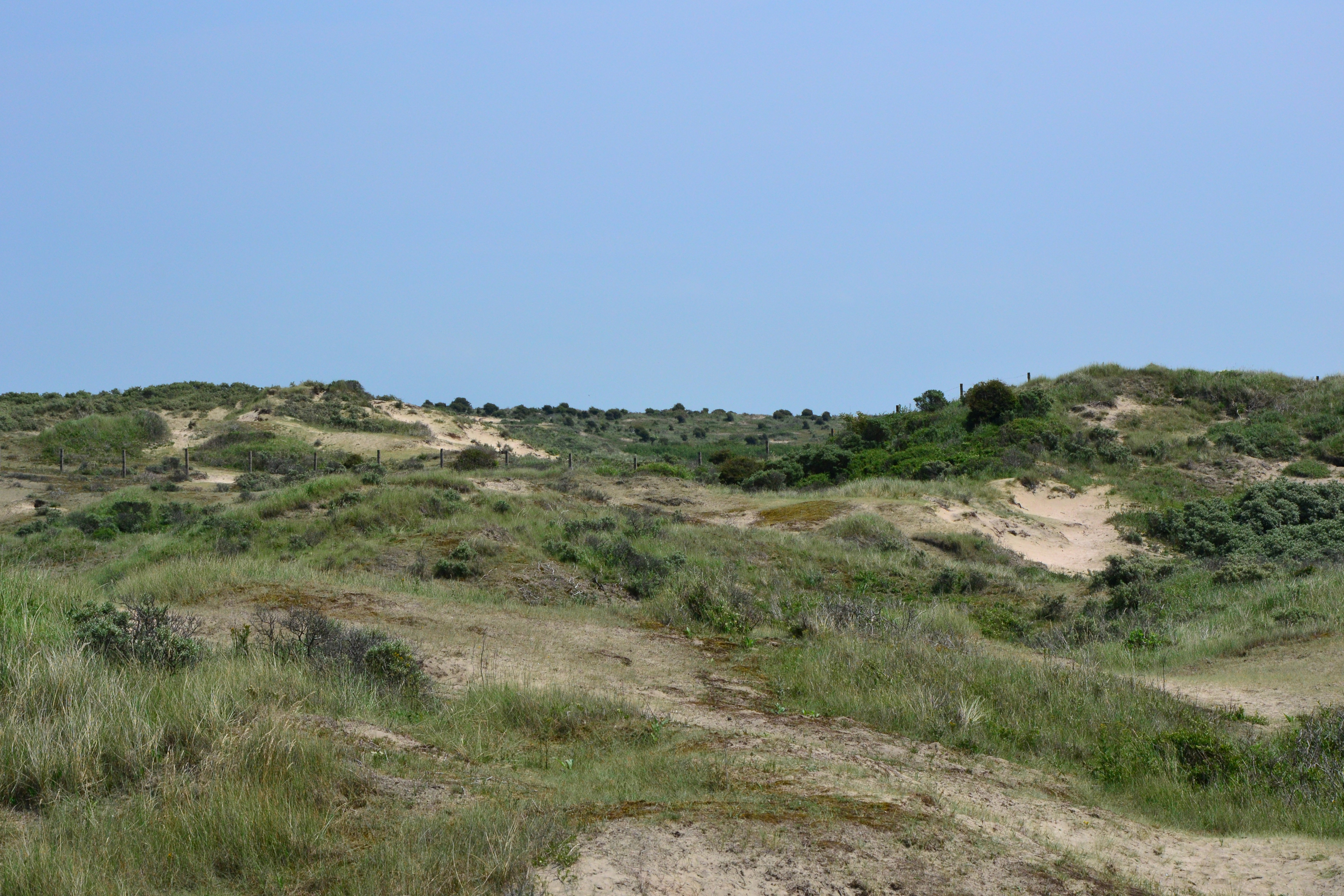
De Amsterdamse Waterleidingduinen.

De Amsterdamsche Duinwater-Maatschappij was een waterleidingbedrijf dat de drinkwatervoorziening in Amsterdam verzorgde. Het bedrijf bestond van 1851 tot 1896 en was het eerste waterleidingbedrijf in Nederland. De Amsterdamsche Duinwater-Maatschappij was de voorloper van Gemeentewaterleidingen Amsterdam, vanaf 2006 Waternet.

## Geschiedenis

### Voorgeschiedenis
In steden zoals Amsterdam werd vanouds het drinkwater uit grachten en sloten gehaald. Dit water raakte vanaf de 16e eeuw echter steeds zwaarder vervuild, omdat in de groeiende stad ook de riolering erop uitkwam. Daarom moest men zijn toevlucht nemen tot de opvang van regenwater en de aanvoer van water uit de Vecht. Vanaf de 16e eeuw kwamen er regenbakken bij de kerken en huizen en verschenen er waterschuiten in de grachten waar men ongefiltreerd drinkwater uit de Vecht (bij Weesp) kon kopen. Vechtwater smaakte ongekookt nogal grondig. De min gegoede inwoners dronken vooral ingezameld regenwater dat echter vaak met loodoxide (van de dakgoten) vergiftigd was. Er zijn ook enkele pogingen geweest, onder andere op de binnenplaats van het Oude Mannen en Vrouwenhuis en op de Nieuwmarkt, om diepe putten te boren. Het grondwater in deze putten was echter snel brak of men boorde tevergeefs.

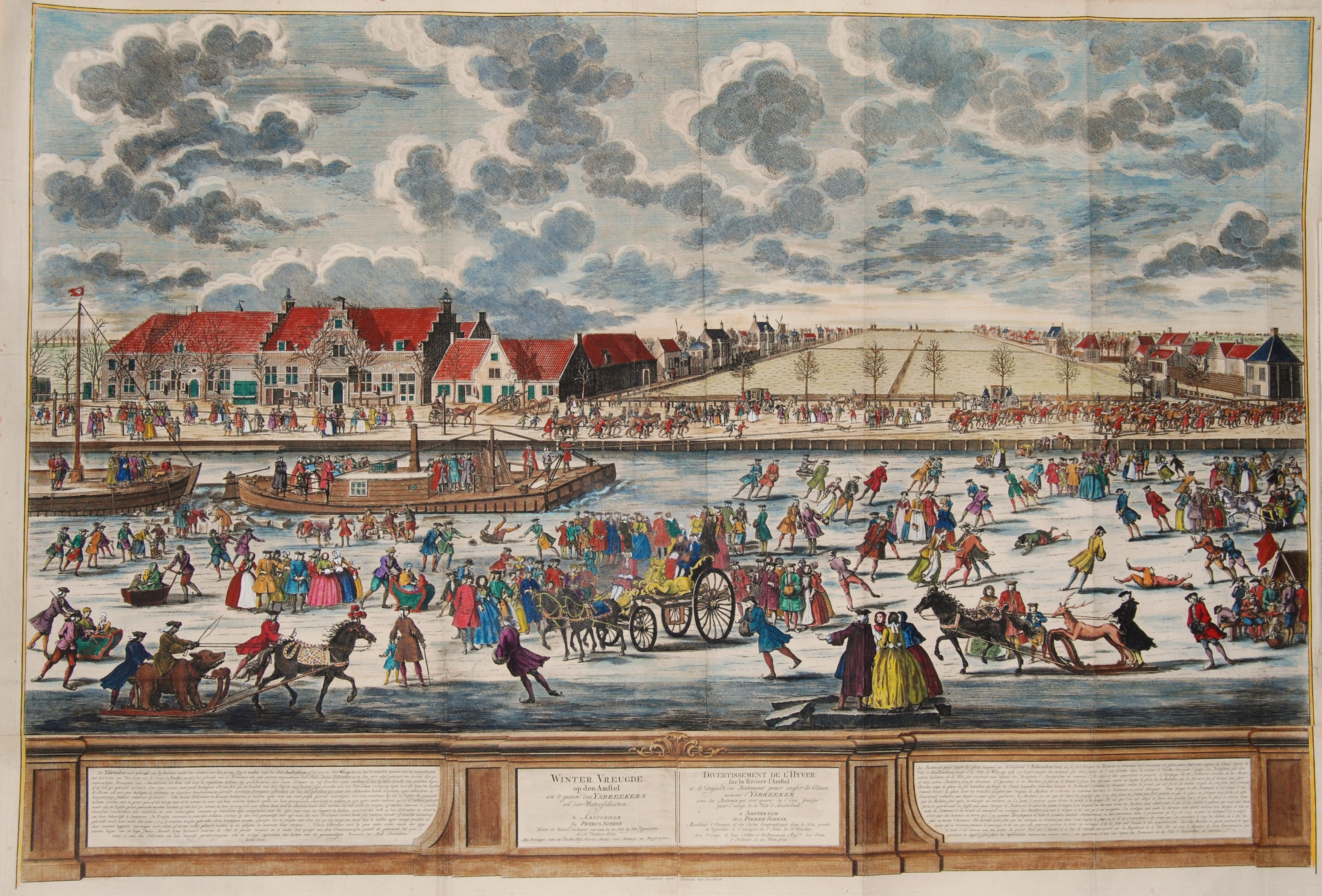
De ijsbreker op de Amstel in 1746.

In 1786 werd onder supervisie van het gemeentebestuur de Versch Water Sociëteit opgericht, een vereniging van waterschippers die vergunning kregen om het in de Vecht opgehaalde water in Amsterdam aan de man te brengen. Rond 1840 kwamen per jaar 2200 waterschuiten met Vechtwater de stad binnen. Genoeg voor 1 kan (0,66 liter) per inwoner per dag, als men zich dat drinkwater tenminste kon veroorloven. Vooral in de winter, bij strenge vorst, stegen de prijzen flink. De IJsbreker moest er dan aan te pas komen om de Weespertrekvaart naar de Vecht met veel moeite open te houden voor de waterschuiten.
Ondanks deze voorziening braken er regelmatig epidemieën uit van cholera en tyfus. Men ontdekte dat deze ziekten voortkwamen uit het drinken van besmet water. Zo ontstonden er plannen om een drinkwaternet aan te leggen. De eerste plannen omstreeks 1840 voorzagen in een leiding van uitgeholde boomstammen vanuit de Brouwerskolk te Bloemendaal. Dit was een waterloop die vers duinwater ontving, dat onder meer voor het bierbrouwen werd gebruikt.

### Amsterdamsche Duinwater-Maatschappij
Na de cholera-epidemie van 1848 kwam het project in een stroomversnelling. Een door Jacob van Lennep gestimuleerde geldinzamelingscampagne bracht niet het gewenste resultaat. In Londen had men echter al ervaring met een waterleidingbedrijf en met behulp van Engelse geldschieters kon men in juli 1851 de Amsterdamsche Duinwater-Maatschappij oprichten; Van Lennep werd de eerste voorzitter.
Aan de Leidsevaart, bij Vogelenzang, kwam een waterzuiveringbedrijf met drie zandfilters en een pompstation met moderne stoommachines. Het water dat uit de duinen was opgepompt werd getransporteerd door gietijzeren leidingen langs de Haarlemmerweg naar de Willemspoort (Haarlemmerpoort). De werken waren gereed in 1853 en het water werd aanvankelijk voor een cent per emmer verkocht. Het wingebied werd herhaaldelijk uitgebreid en zou uitgroeien tot de Amsterdamse Waterleidingduinen.
Een waterleidingnet werd in de stad uitgebouwd. Alleen rijkere inwoners van Amsterdam konden zich een eigen aansluiting veroorloven. Toch nam het gebruik van schoon leidingwater toe. In 1866 waren er 8505 particuliere aansluitingen en 56 openbare tappunten. Bij de cholera-epidemie van dat jaar vielen er in Amsterdam door de beschikbaarheid van onbesmet water beduidend minder slachtoffers dan elders. Vanwege toename van het gebruik werd in 1877 een tweede pijpleiding vanuit de duinen aangelegd.

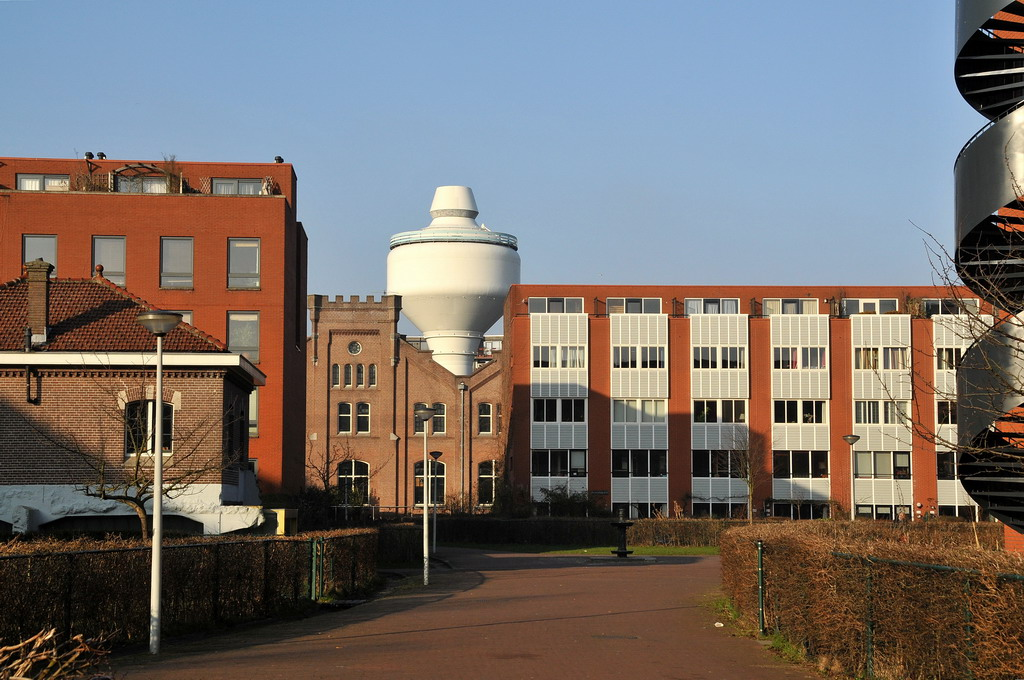
Watertoren op het vroegere waterleidingterrein aan de Haarlemmerweg in Amsterdam-West.

Problemen waren onder meer de hoge tarieven en een soms stagnerende watertoevoer. In 1888 werd een watertransportleiding vanaf de Vecht aangelegd, met een zuiveringsstation te Weesperkarspel. Dit water werd echter ongeschikt verklaard voor drinkwater en mocht enkel voor reinigingsdoeleinden, als zogenaamde schrob- en boenwater, worden gebruikt. De industrie maakte er ook gebruik van net als de brandweer; veel brandputten kregen een aansluiting op het Vechtwater. Het verschil in kwaliteit maakte gescheiden leidingnetten noodzakelijk. Aangezien er minder Vechtwater dan verwacht werd afgenomen kwam de leverende maatschappij in financiële problemen.

### Gemeentewaterleidingen
Op 1 mei 1896 werd ze door de gemeente Amsterdam overgenomen voor 12 miljoen gulden. Het bedrijf ging verder als Gemeentewaterleidingen. Er waren toen drie leidingstelsels: de Duin-, Vecht- en Bronwaterleidingen. Op dezelfde datum werd een deel van de gemeente Nieuwer-Amstel bij Amsterdam gevoegd en hiermee werd de Bronwaterleiding ook eigendom van Gemeentewaterleidingen. Het water van Nieuwer-Amstel kwam uit een bron onder de hei bij Hilversum. Vanaf 1932 haalde de Vechtwaterleiding het water niet meer uit de Vecht, maar uit de veel schonere Loosdrechtse Plassen, dat wel als drinkwater kon worden gebruikt. Hierdoor kon de waternetten worden samengevoegd.
In 1900 werd er door dit gemeentelijk bedrijf een nieuw pompstation aan de Haarlemmerweg in werking gesteld.

## Transportleiding
De gietijzeren transportleiding, door de Maatschappij in 1853 aangelegd van Vogelenzang naar Amsterdam, bleef in gebruik tot november 2017. Wel zijn er in de loop der jaren nog twee transportleidingen naast gelegd. In 2018 werd de oudste waterleiding van Nederland vervangen door een nieuwe van nodulair gietijzer.